# Alameda Bolognesi de Quillabamba

## Alameda Bolognesi
La alameda Bolognesi es uno de los atractivos turísticos de la ciudad de Quillabamba, Perú. Se encuentra en el extremo norte de la avenida Bolognesi y tiene una extensión de 1.1 kilómetros. Contiene estatuas de animales y expresiones culturales de la provincia de La Convención. Está dividida en dos partes, separadas por el jirón Kumpirushiato.

### Descripción
La alameda Bolognesi, de sur a norte, comienza en el jirón Sabas Sarazola. En la siguiente tabla se describen las esculturas de la alameda.
| Escultura de piedra del escudo de la provincia de La Convención en el inicio de la alameda.   | Escultura en piedra del escudo de la Provincia de La Convención en la alameda Bolognesi de Quillabamba |
| Escultura de nutrias de río de la provincia de La Convención.                                 | Estatua de nutrias de río en la alameda Bolognesi de Quillabamba                                       |
| Escultura de cántaros de barro apilados con detalles de la cultura Yine.                      | Escultura de cántaros machiguenga en la alameda Bolognesi de Quillabamba, Perú                         |
| Escultura del ave páucar pusti.                                                               | Estatua del ave paucar pusti en la alameda Bolognesi de Quillabamba                                    |
| Estatua en metal de garzas blancas.                                                           | Estatua de garzas blancas en metal en la alameda Bolognesi                                             |
| Arcos con mayólica y aves como el gallito de las rocas                                        | Arcos de mayólica en la alameda Bolognesi de Quillabamba                                               |
| Escultura de una mantis religiosa atrapando un insecto, frente al colegio INA 67.             | Estatua de mantis religiosa en la alameda Bolognesi de Quillabamba                                     |
| Cabeza y cola de cocodrilo                                                                    | |
| Escultura de metal de hormigas.                                                               | Estatua de hormigas de metal en la alameda Bolognesi de Quillabamba                                    |
| Escultura de discos de piedra                                                                 | Escultura de discos de piedra en la alameda Bolognesi de Quillabamba                                   |
| Escultura de los indígenas de La Convención: mujer yine, hombre ashaninka y niño machiguenga. | Estatua de familia machiguenga en la alameda Bolognesi de Quillabamba                                  |

### Flora
Se observan las siguientes especies de plantas: 
- Palmera de coco
- Trompetas amarillas
- Pisonay (Delonix regia)
- Buganvillas
- Crotón de jardín
- Cucardas
- Mango
- Pacay
- Árbol de Júpiter o espumilla
- Laurel rosa
- Falso laurel

### Eventos
La alameda Bolognesi es sede de diversos eventos cada año. Los más frecuentes son el Corso Carnavalesco, con carrozas y comparsas que recorren parte de la ciudad y terminan en la alameda. Otros eventos esporádicos incluyen la Bicicleteada Familiar por la Salud, que incentiva el deporte y conmemora el Día Mundial de la Bicicleta.